# AN/TWQ-1 Avenger
Pour les articles homonymes, voir Avenger.
Le système de défense aérienne Avenger, désigné AN/TWQ-1 dans le cadre du Joint Electronics Type Designation System, est un système américain de missiles sol-air autopropulsés qui fournit une protection de défense aérienne mobile à courte portée pour les unités terrestres contre les missiles de croisière, véhicules aériens sans pilote, aéronefs à voilure fixe volant à basse altitude et hélicoptères.
L'Avenger a été développé à l'origine pour les forces armées des États-Unis et est actuellement utilisé par l'armée américaine. Le système Avenger a également été utilisé par le US Marine Corps.

## Histoire
Développé à l'origine en tant qu'entreprise privée par Boeing dans les années 1980, l'Avenger a été développé sur une période de seulement 10 mois, du concept initial à la livraison pour les tests à l'armée américaine. Les premiers tests ont été effectués en mai 1984 au centre d'entraînement Yakima de l'armée dans l'État américain de Washington. Au cours des essais, trois missiles FIM-92 Stinger ont été tirés. Lors du premier test de tir, le système a obtenu un coup direct tout en se déplaçant à une vitesse de 20 km/h.
Le deuxième tir d'essai, effectué de nuit à l'arrêt, a également obtenu un coup direct. Le troisième tir d'essai, effectué en déplacement et sous la pluie, n'a pas atteint un coup direct, mais est cependant passé dans la portée de destruction du missile et le tir a été marqué comme une mise à mort tactique. Les trois tirs d'essai ont été effectués par des opérateurs qui n'avaient jamais tiré le missile auparavant.
En 1987, l'armée américaine a attribué le premier contrat de production pour 325 unités. En 1989, le système a commencé sa série de tests et d'évaluation opérationnels initiaux (IOT&E). Les tests ont été menés en deux étapes, l'étape 1 consistant en des essais d'acquisition et de suivi à Fort Hunter Liggett, en Californie, et l'étape 2 consistant en des tests de tir réel à White Sands Missile Range, au Nouveau-Mexique . En février 1990, le système Avenger a été jugé efficace sur le plan opérationnel et a commencé à remplacer les VADS M163 et M167. Deux variantes ont été déployées sur la base du châssis Humvee : M998 HMMWV Avenger et M1097 Heavy HMMWV Avenger.
Le premier déploiement opérationnel du système a eu lieu pendant la préparation de la guerre du golfe. Avec le succès de ce déploiement, l'armée américaine a signé un contrat supplémentaire pour 679 véhicules supplémentaires, portant la commande totale à 1 004 unités. L'Avenger a de nouveau été déployé avec succès à l'appui des opérations de l'OTAN pendant la guerre de Bosnie. Le système Avenger a été largement exposé au public lorsqu'il a été placé autour du Pentagone lors du premier anniversaire des attentats du 11 septembre 2001. L'Avenger a également été déployé lors des opérations militaires américaines en Afghanistan et en Irak.
En 2004, l'armée américaine comptait 26 bataillons dotés de capacités de défense aérienne à courte portée Avenger (SHORAD), mais la priorisation d'autres systèmes d'armes lors d'opérations en Afghanistan et en Irak a fait chuter ce nombre à neuf au début de 2017, dont deux dans le force active et sept étaient dans la Garde nationale de l'armée. Sur les plus de 1 100 Avengers construits, seuls 400 environ restent en service. En mars 2018, en réponse à l'annexion de la Crimée en 2014, la 678e brigade d'artillerie de défense aérienne s'est déployée en Europe, la première fois qu'une unité de défense aérienne américaine y était envoyée depuis la guerre froide. L'armée prévoit de déployer 72 ensembles Avenger pour soutenir le commandement européen américain.
Lors d'une manifestation contre le Dakota Access Pipeline près de Standing Rock, la Garde nationale du Dakota du Nord a déployé un Avenger comme plate-forme d'observation. Il a été utilisé pendant plus d'un mois pour observer les zones du comté de Morton où de nombreux incidents d'intrusion criminelle et de méfaits se produisaient. L'Avenger non armé a été utilisé pour soutenir la sécurité publique dans le sud du comté de Morton. Le système Avenger a été supprimé afin de désamorcer les tensions que sa présence aurait pu causer.
En avril 2017, un Avenger a tiré des Stingers sur deux drones lors d'un test sur la base aérienne d'Eglin, marquant la première interception par le missile d'un drone comme cible. Alors que les Stingers sont généralement chargés d'ogives à impact direct à utiliser contre les avions et les missiles de croisière, ceux-ci étaient équipés de fusées de proximité qui leur permettaient d'exploser près de la cible, leur donnant la capacité de détruire de petits drones. Étant donné que les petits drones ne produisent pas de grandes signatures thermiques, l'Avenger utilise un télémètre laser en combinaison avec une antenne sur l'ogive pour diriger le missile sur la cible. Les Stingers ont abattu un hors-la-loi "MQM-170C Outlaw" et un système plus petit et non identifié, démontrant la capacité de la fusée à détecter et à détruire des micro-drones en mouvement pesant entre 2-20 kg (−42,092452 lb),,.
Le 30 septembre 2020, l'armée américaine a attribué à General Dynamics un contrat pour la livraison de la manœuvre intérimaire SHORAD (IM-SHORAD), un véhicule blindé Stryker équipé d'armes plus lourdes pour remplacer l'Avenger Humvee obsolète, non blindé et sous-armé.

## Aperçu

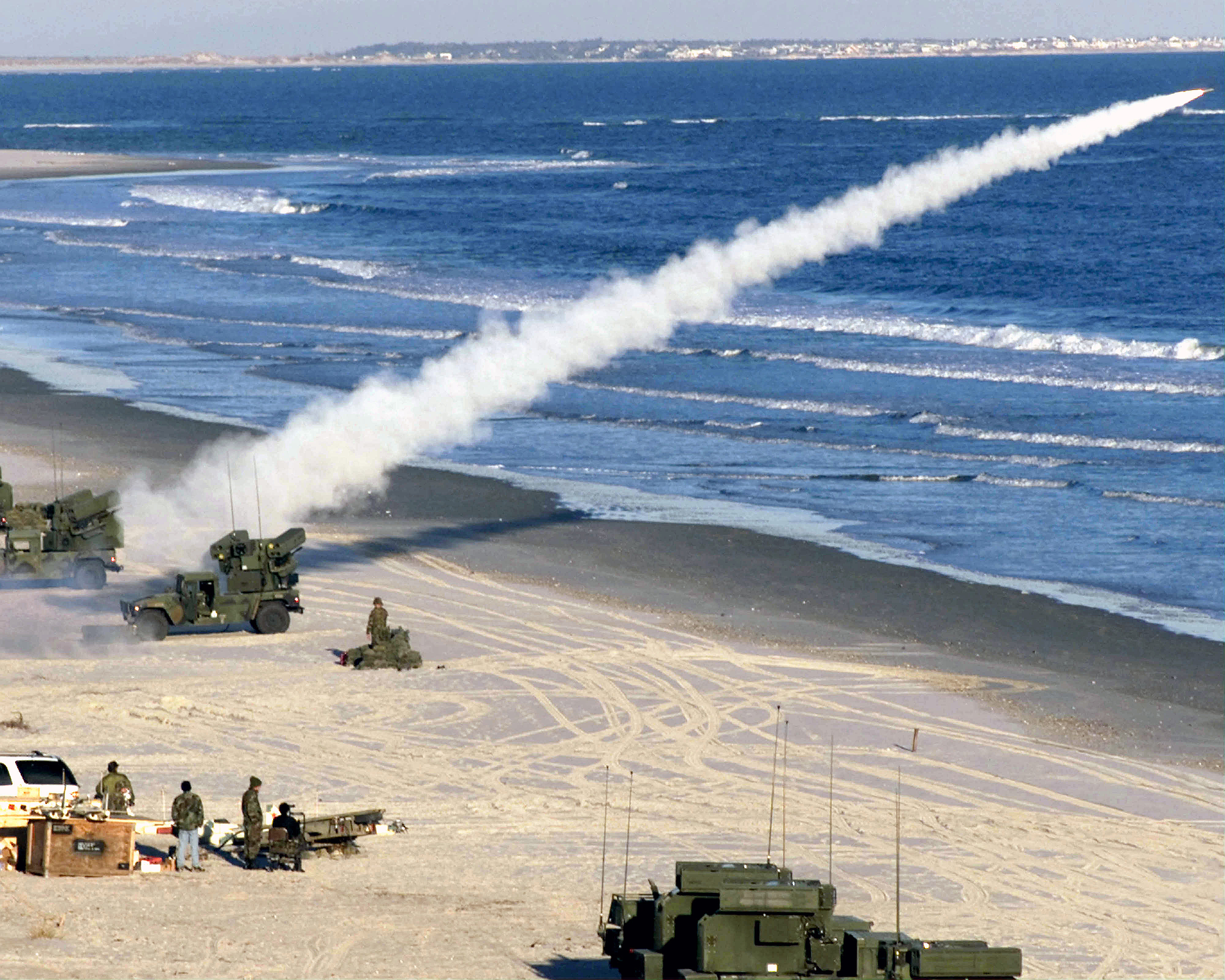
Un missile Stinger lancé depuis une plate-forme Avenger à Onslow Beach au Marine Corps Base Camp Lejeune, en avril 2000.

L'Avenger est principalement disponible en trois configurations, le Basic, le Slew-to-Cue et le Up-Gun.
La configuration de base consiste en une tourelle de défense aérienne gyrostabilisée montée sur un Humvee lourd modifié. La tourelle est équipée de deux modules de lancement de missiles Stinger, chacun capable de tirer jusqu'à 4 missiles guidés infrarouges / ultraviolets à tire et oublie en succession rapide. L'Avenger peut être relié au système de commandement, de contrôle, de communication et de renseignement de la défense aérienne de la zone avancée (FAAD C3I), qui permet de transmettre des pistes radar externes et des messages à l'unité de tir pour alerter et signaler le tireur.
Le sous-système Slew-to-Cue (STC) permet au commandant ou au tireur de sélectionner une cible signalée par FAAD C3I pour l'engagement à partir d'un affichage sur une console de ciblage développée à partir du PCU Pony de VT Miltope. Une fois la cible sélectionnée, la tourelle peut être automatiquement orientée directement vers la cible avec une interaction limitée du tireur.
Le Up-Gun Avenger a été développé spécifiquement pour le 3e régiment de cavalerie blindée pour le déploiement du régiment en Irak en 2005. La modification a été conçue pour permettre à l'Avenger d'effectuer la défense de l'unité et des actifs en plus de sa mission de défense aérienne. La nacelle de missile droite a été retirée et la mitrailleuse M2 de calibre 12,7 mm a été déplacée vers l'ancienne position de la nacelle. Cela a permis de supprimer les limites de sécurité de la cabine de la tourelle, ce qui a permis au canon de tirer directement devant le HMMWV. Huit des Avengers de l'unité ont été modifiés dans cette configuration. Avec le redéploiement du 3e ACR depuis l'Irak, l'Up-Gun Avenger a terminé son rôle dans l'opération Iraqi Freedom et les Avengers doivent être reconvertis en systèmes STC.

## Variantes

### Boeing/Short Starstreak Avenger

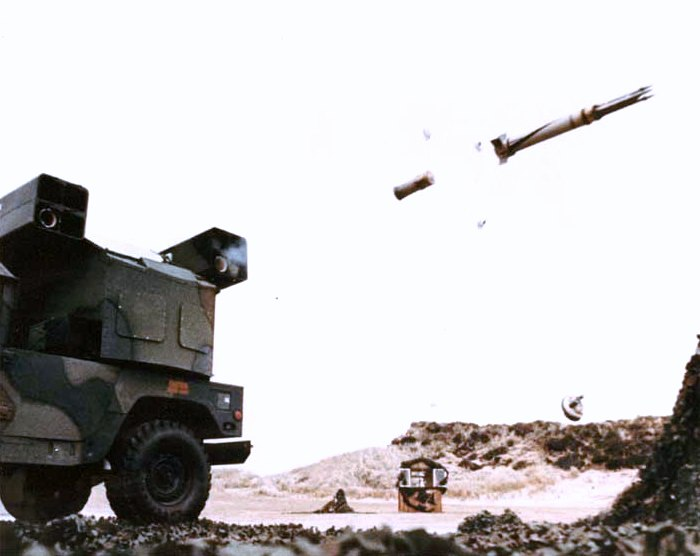
M1097 Avenger lance un missile Starstreak

Boeing s'est associé à Shorts Brothers PLC (qui fait maintenant partie de Thales ) pour proposer un système Avenger dans lequel un pod Stinger a été remplacé par un pod de quatre missiles à guidage laser Starstreak, dans l'espoir d'attirer un contrat de l'armée américaine dans le cadre du Forward Programme de ligne de visée arrière du système de défense aérienne de zone (FAADS-LOS-R). Les essais de tir ont suivi à partir du milieu de 1991 au Royaume-Uni. Le Starstreak est un missile à guidage infrarouge, il a également la capacité d'être utilisé contre des véhicules terrestres non blindés ou légèrement blindés.

### Boeing/Matra Guardian
Dans les années 1990, Boeing s'est associé à Matra France pour proposer l'Avenger modifié par la substitution de boîtes de lancement triple standard pour les missiles Matra Mistral à la place des nacelles quadruples Stinger de l'Avenger standard. Un véhicule de démonstration a été construit en 1992 et des tirs d'essai ont eu lieu en France. Le projet a été abandonné vers 1997.

### Avengers pendant la guerre en Irak
En raison de l'absence de menaces aériennes sérieuses pendant une grande partie de la guerre en Irak, ainsi que du besoin pressant de ressources terrestres pour des rôles de combat tels que la protection des convois, l'Avenger a été pressé dans ce rôle. Le télémètre FLIR / laser associé à la mitrailleuse de calibre 12,7 mm se sont avéré très efficaces, mais étaient limités par des zones de non-feu, notamment à l'avant du véhicule. Un programme a été institué pour retirer l'une des nacelles de missiles et déplacer la mitrailleuse à cette position pour permettre un champ de tir à 360°. La mise à niveau a également augmenté la capacité de munitions à 650 cartouches.

### Avenger AED
Une autre variante potentielle proposée par Boeing est un Avenger avec une arme à énergie dirigée (AED). Boeing a effectué un premier test d'un laser de 1 kW monté là où se trouverait la bonne nacelle de missile. La mitrailleuse M2 a été remplacée par le canon M242 Bushmaster comme arme de défense rapprochée.[réf. nécessaire]

### Système d'arme multirôle Avenger
Des démonstrations de tir d'essai de cette variante ont eu lieu en 2004. Il est modifié en déplaçant la mitrailleuse M2 au-dessus de la cabine de la tourelle pour permettre un champ de tir à 360°, en augmentant le rangement des munitions de mitrailleuse prêtes à l'emploi à 600 cartouches et en offrant la possibilité de remplacer les lanceurs par 2 FGM-148 Javelin missiles à la place de 1 nacelle Stinger.

### Initiative d'intercepteur amélioré accéléré (AI3)
En février 2012, Raytheon a remporté un contrat pour développer l'AI3, un missile AIM-9 Sidewinder modifié monté sur le lanceur Avenger, pour contrer des roquettes, de l'artillerie, des mortiers, des drones, et contrer des missiles de croisière.
En 2013, l'armée américaine a décidé de ne pas acheter le système.
En août 2014, le système a intercepté avec succès un drone et un missile de croisière comportant un autodirecteur radar semi-actif lors d'un test.

### Autres variantes
Boeing a proposé que la tourelle Avenger PMS puisse être montée sur d'autres véhicules tels que le camion Unimog, les véhicules tout-terrain BV-206, le M113 APC et le transporteur de fret à chenilles M548, ainsi que comme support au sol fixe sur une palette pour la défense de cibles statiques. L'Avenger PMS a été démontré avec une maquette de deux pods de roquettes Mighty Mouse de 70 mm transportant un total de 36 roquettes pour donner au système une plus grande utilité multi-missions. D'autres missiles tels que le Bofors RBS 70 / Bolide ont été proposés pour une utilisation sur l'Avenger PMS.
En mars 2017, Boeing a dévoilé un système Avenger modernisé équipé de missiles AIM-9X Sidewinder et Longbow Hellfire sur les côtés et d'une arme à énergie dirigée fixée sur le dessus. Il est également prévu de l'intégrer à d'autres plates-formes, notamment JLTV, Stryker et Bradley Fighting Vehicle. Alors que Boeing avait configuré un Stryker avec la tourelle Avenger pour répondre aux exigences de l'armée en matière de défense aérienne à courte portée (IM-SHORAD), l'armée a finalement rejeté l'idée, estimant que cela nécessiterait des modifications majeures du véhicule et en raison de la le désir de l'entreprise que le service fournisse les tourelles, dont il y avait une quantité limitée existant déjà dans l'inventaire.
Au cours d'un exercice naval conjoint franco-égyptien en 2017, un AN / TWQ-1 Avenger a été monté sur le pont d'envol d'hélicoptère d'un navire d'assaut amphibie de classe Mistral pour assurer une défense aérienne ad hoc à courte portée. Le navire devait initialement être vendu à la Russie, mais la vente a été annulée en raison des sanctions internationales imposées à la Russie à la suite de l'annexion de la Crimée. Le navire a été vendu à la marine égyptienne sans les systèmes de défense aérienne russes initialement prévus.

## Caractéristiques

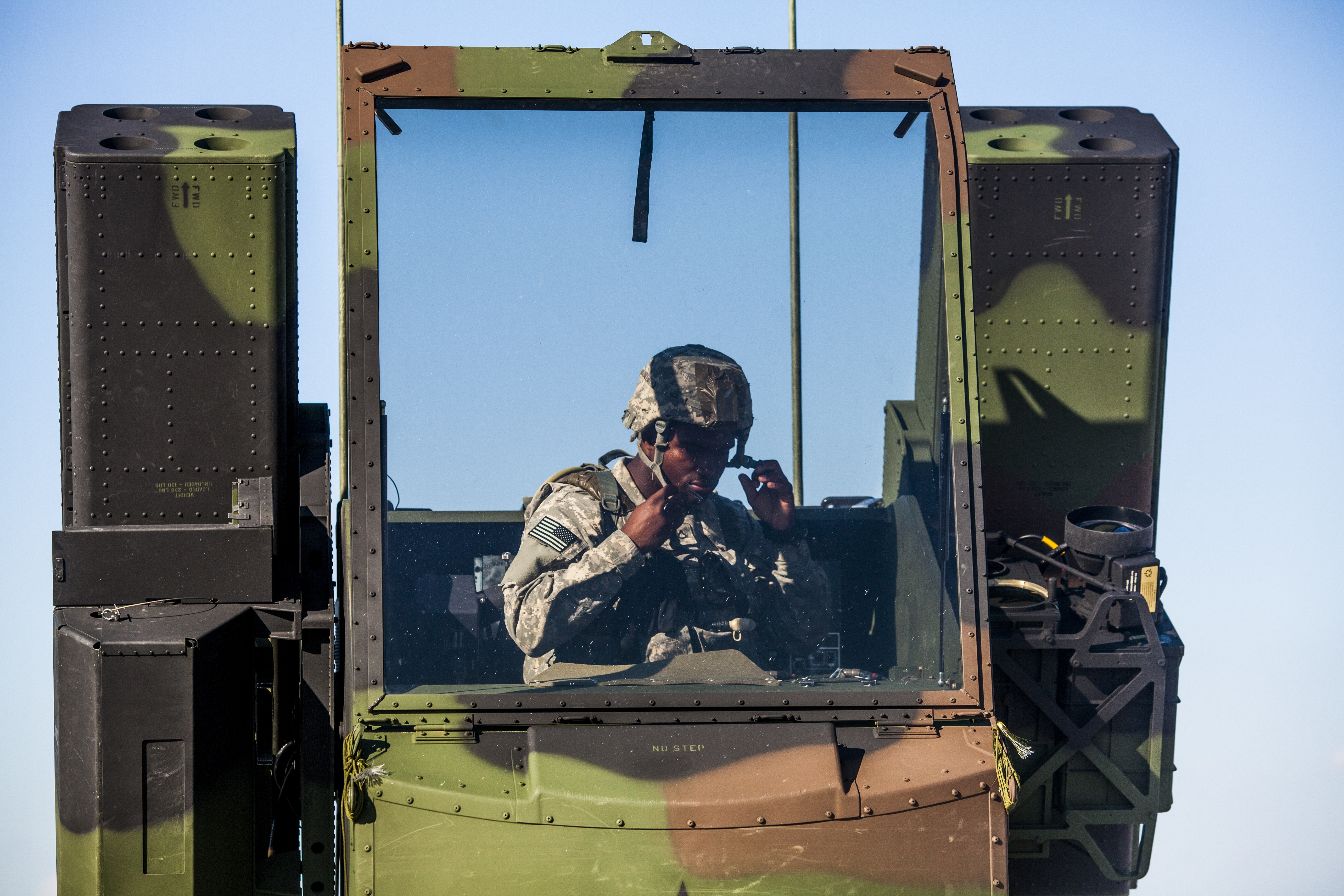
La cabine de l'opérateur sur un Avenger de l'armée américaine

### Capteurs
- Récepteur infrarouge orienté vers l'avant (FLIR)
- Télémètre laser Eye Safe
- Viseur optique

### Armes
- ⁴⁄₈ missiles FIM-92 Stinger prêts à tirer
- Une mitrailleuse FN M3P construite par FN Herstal, une variante du Browning AN/M3 développée pour l'aviation pendant la Seconde Guerre mondiale[26]. Il s'agit d'une mitrailleuse de calibre 12,7 mm avec une gâchette électronique qui peut être tirée à la fois depuis la télécommande (RCU) située dans la cabine du conducteur et depuis la station manuelle située dans la tourelle Avenger. Il a une cadence de tir de 950⁄1 100 c/min.

## Opérateurs
- Bahreïn
- États-Unis – U.S. Army et USMC
- Égypte
- Irak

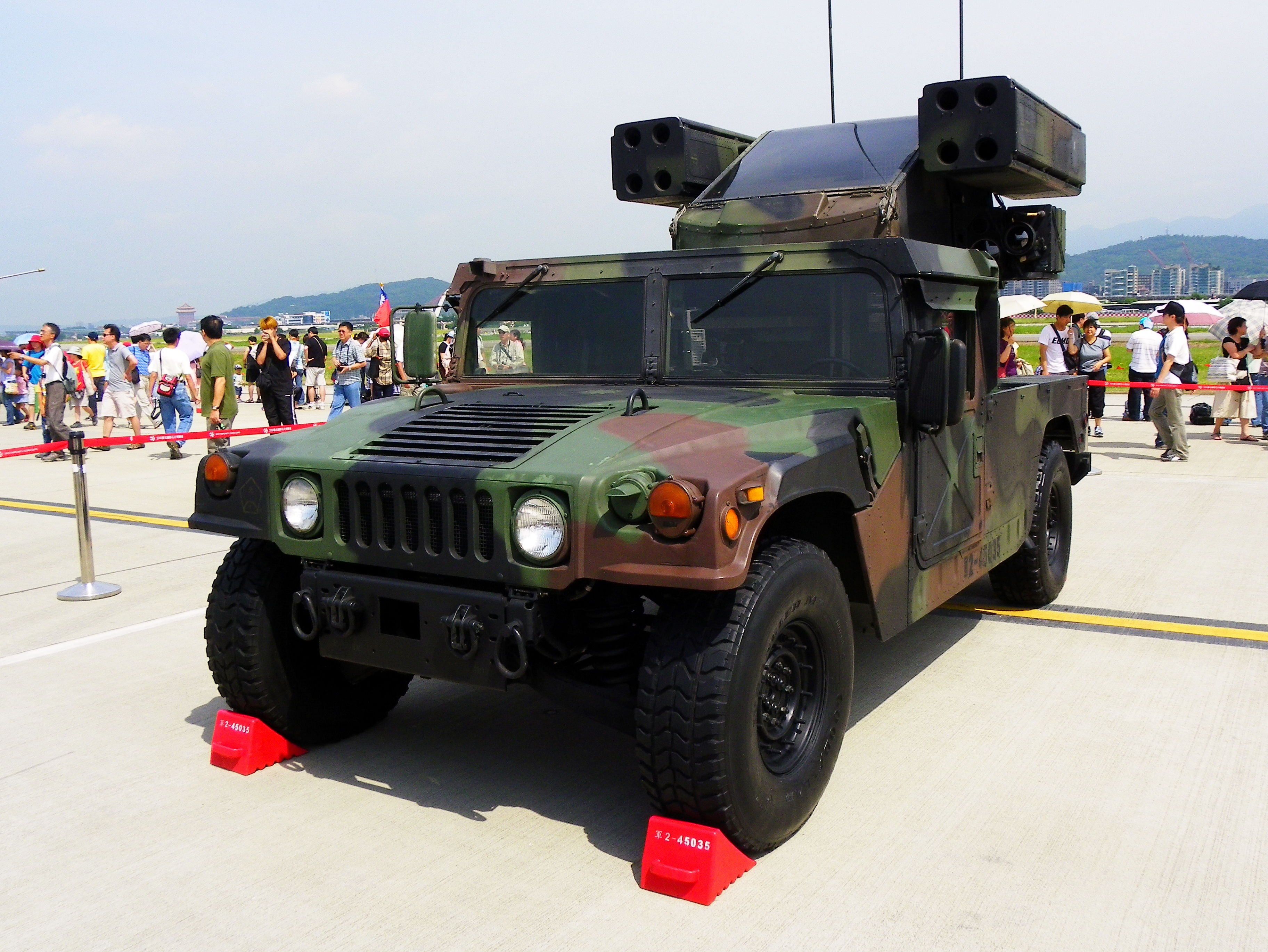
Un Avenger taïwanais en 2011.

- Taïwan - Les batteries Avenger ont été améliorées en intégrant le radar CS/MPQ-90 Bee Eye[27]
- Ukraine - don de 4 annoncés par les États-Unis le 10 novembre 2022 à la suite de l'invasion de l'Ukraine par la Russie[28]

## Voir également
- Guerre anti-aérienne
- Atilgan PMADS
- Dard FIM-92
- Système commun de désignation de type électronique

### Systèmes comparables
- Type 92 Yian
- 9K35 Strela-10 (SA-13 Gopher)
- 9K31 Strela-1 (SA-9 Gaskin)
- 9M337 Sosna-R (SA-X-25)
- Pantsir (SA-22 Greyhound)
- Crotale
- MIM-72 Chaparral
- Système de défense aérienne antilope
- Spyder (missile)
- Gibka-S